# Per una donna (album)
Per una donna è un album del 1975 del cantante italiano Massimo Ranieri, pubblicato dall'etichetta CGD.

## Tracce
1. Per una donna – 3:47
2. Cara libertà – 3:30
3. Su da te – 2:57
4. La prima volta insieme (Someone of My Own) – 3:33
5. Chi siamo noi – 3:41
6. Bravo – 4:03
7. Forse è allora che ho incontrato Dio – 3:31
8. Ho già scelto lei – 3:10
9. Immagina – 4:32
10. Se tu fossi una rosa – 3:08